# شهریار چهارم
شهریار چهارم باوندی ملقب به حسام‌الدوله اسپهبد باوندیان و پادشاه تبرستان میان سال‌های ۱۰۷۴ تا ۱۱۱۴ میلادی بود. او پس از نابودی شاخهٔ نخست باوندیان، کیوسیه، به پایتخت طبرستان، ساری، رفت و پس از نبرد، صلح را برقرار کرده و با ایجاد روابط نسبی با سلاطین سلجوقیان، شاخهٔ دوم باوندها، به نام اسپهبدیه، را بنیان نهاد و به حکومت رسید.
وی دارای پنج پسر به نام‌های علی، قارن، بهرام، یزدگرد و رستم بود که دو تن نخست به مقام اسپهبدی دست یافتند. شهریار چهارم دارای مذهب شیعه اثنی‌عشری بود. او در سال‌های پایانی عمر، به نفع ولیعهد خود، نجم‌الدوله قارن، کناره‌گیری کرد و به مرکز شیعیان علوی در هوسم رفته و با ساخت خانقاه خود به عبادت و کشاورزی سرگرم شد تا آن که به بستر بیماری افتاد و قارن او را به پایتخت بازگرداند. در رقابت‌های جانشینی او نجم‌الدوله قارن و علاءالدوله علی یکدیگر را مدام به چالش می‌کشیدند و شهریار سعی داشت حکومت قارن را پس از خود تثبیت کند و در گرماگرم این رقابت‌ها، در شهر تمیشه و در سن ۷۴ یا ۷۵ سالگی درگذشت.

## حکومت

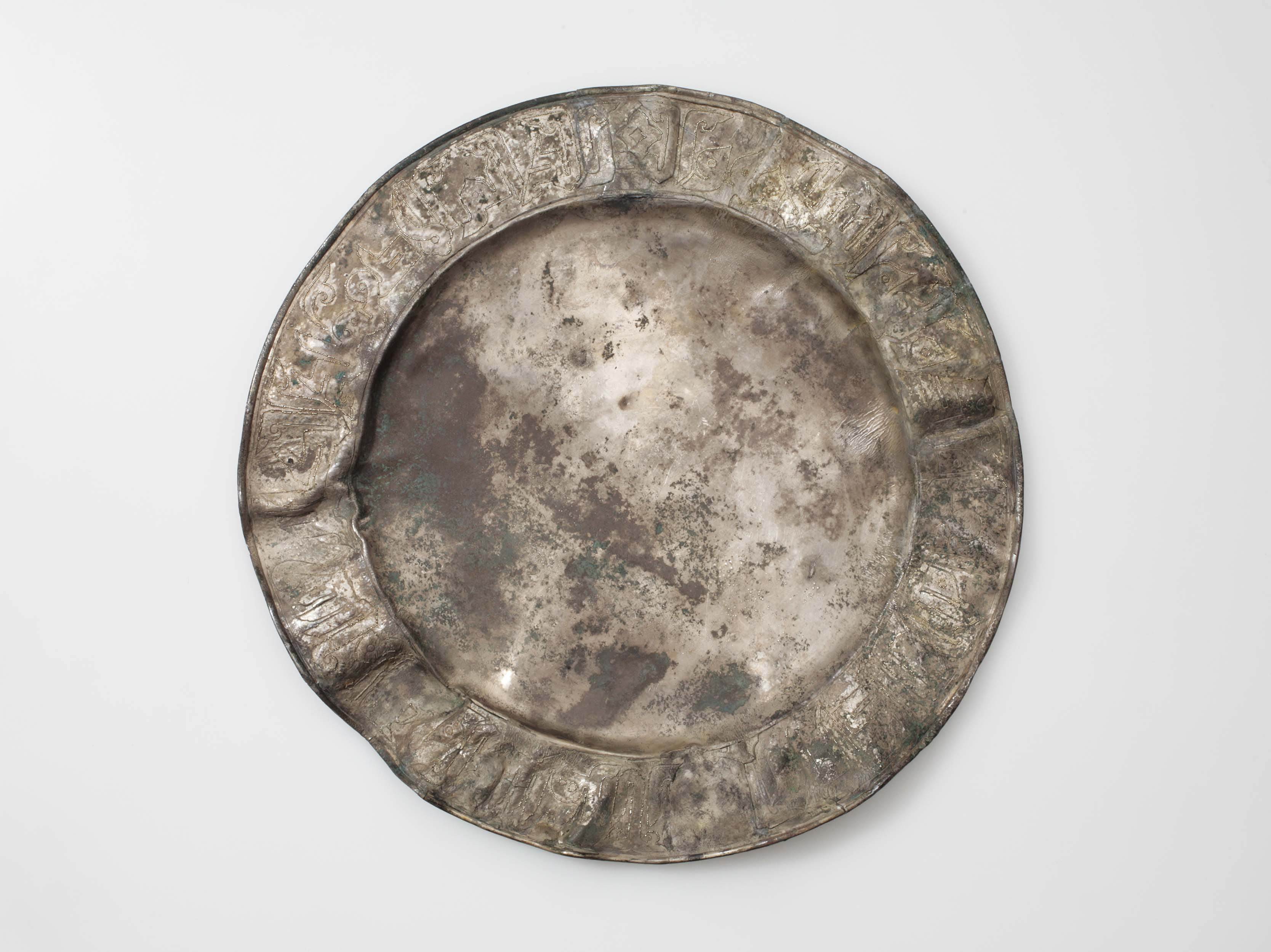
بشقابی از دوره باوندی که نام اسپهبد حسام‌الدوله شهریار بر آن حک شده است. در مجموعه خلیلی نگهداری می‌شود.

پس از برافتادن زیاریان، سلجوقیان توانستند بر طبرستان دست یابند. در این دوره، فرمانروایان باوند نیز از سلجوقیان فرمان می‌بردند. نخستین امیر باوندی که به قدرت رسید، حسام‌الدوله شهریار پسر قارن بود که از اوضاع نابسامان طبرستان استفاده کرد و بر بسیاری از قلعه‌های کوهستانی دست یافته و در فرصت‌های مناسب مخالفانش را سرکوب نموده و غنیمت‌های جنگی را میان مردم تقسیم و اهالی را با خود موافق کرد. حسام‌الدوله، معاصر پسران ملکشاه سلجوقی، برکیارق (حک: ۴۸۵–۴۹۸) و غیاث‌الدین ابوشجاع محمد (حک: ۴۹۸–۵۱۱)، بود. افزون بر باوندیان، در همین دوره اسماعیلیان در طبرستان نیرومند شدند و پیروان بسیاری یافتند. 
در ۵۰۰ هجری محمد بن ملکشاه به حسام‌الدوله پیغام داد که به خدمت او رود، اما حسام‌الدوله که از لحن آمرانهٔ  پیغام خشمگین شده بود، از رفتن سر باز زد. محمد نیز سُنقر را به ساری، پایتخت حسام‌الدوله، فرستاد اما سنقر از لشکریان باوندی شکست خورد. محمد ناگزیر به مدارا شد و از اسپهبد خواست که یکی از فرزندانش را به دربار او بفرستد. حسام‌الدوله نیز علاءالدوله علی را به اصفهان رهسپار کرد؛ زیرا نجم‌الدوله قارن، پسر دیگرش که سنقر را شکست داده بود، از ترس عقوبت به خدمت محمد نرفت. محمد می‌خواست خواهرش را به ازدواج علاءالدوله درآورد، اما او پیشنهاد کرد این وصلت با نجم‌الدوله شکل گیرد و سپس راهی طبرستان شد تا از نجم‌الدوله بخواهد که به اصفهان رود ولی نجم‌الدوله حاضر نشد علی را به خانه‌اش راه دهد. حسام‌الدوله که به پیری رسیده بود، پس از آگاهی از این ماجرا نجم‌الدوله را سرزنش کرد. پس او از پدر اجازه خواست که نزد محمد برود. او پس از مدتی اقامت در اصفهان و ازدواج با خواهر سلطان، دوباره راهی طبرستان گردید.
در این هنگام، حسام‌الدوله به ۷۵ سالگی رسیده بود و نجم‌الدوله قارن که امور را به دست گرفته بود، با پدر بدرفتاری کرد. چون علاءالدوله علی نیز به گلپایگان رفته بود، حسام‌الدوله با ترک پایتخت به آمل، و از آنجا به هَوسَم در گیلان رفت و به کشاورزی و خانقاه‌نشینی روی آورد. قارن با اصرار حسام‌الدوله را برگرداند. سلطان محمد لشکری به علاءالدوله داد تا طبرستان را از چنگ قارن خارج کند، ولی حسام‌الدوله از قارن پشتیبانی کرد و مانع آن شد که علی حمله کند. قارن از آن پس سلطان را علیه علاءالدوله تحریک می‌کرد و او مجبور شد به خراسان، نزد سنجر رود. در همین زمان (ح ۵۰۸ هجری) حسام‌الدوله، که با نجم‌الدوله در تمیشه بود، درگذشت.
از حسام‌الدوله سکه‌ای به تاریخ ۵۰۴ با محل ضرب ساری به دست آمده که به نام جلال‌الدین احمد، پسر محمدبن‌ملکشاه، ضرب شده‌است و براساس آن، وی تا این سال فرمانروای طبرستان بوده و احمد را به‌رسمیت شناخته. این سکه، عبارت «علی ولی‌اللّه» را که پیش از این روی سکه‌های حسام‌الدوله ضرب می‌شده‌است، در بر ندارد.